# Germania (Wisconsin)
Germania è un centro abitato (town) degli Stati Uniti d'America situato nella contea di Shawano nello Stato del Wisconsin. La popolazione era di 339 persone al censimento del 2000.

## Geografia fisica
Secondo lo United States Census Bureau, ha un'area totale di 36,2 miglia quadrate (93,7 km²).

## Società

### Evoluzione demografica
Secondo il censimento del 2000, c'erano 339 persone.

### Etnie e minoranze straniere
Secondo il censimento del 2000, la composizione etnica della città era formata dal 97,05% di bianchi, lo 0,59% di afroamericani, lo 0,29% di nativi americani, lo 0,88% di asiatici, e l'1,18% di due o più etnie. Ispanici o latinos di qualunque razza erano lo 0,29% della popolazione.